# Plaxomicrus nigriventris
Plaxomicrus nigriventris är en skalbaggsart som beskrevs av Pu 1991. Plaxomicrus nigriventris ingår i släktet Plaxomicrus och familjen långhorningar. Inga underarter finns listade i Catalogue of Life.